# Stow Minster
Minster Church of St Mary, Stow in Lindsey, è un'importante chiesa anglosassone del Lincolnshire ed è una delle chiese parrocchiali più grandi ed antiche d'Inghilterra. È stato ipotizzato che originariamente fosse la cattedrale della diocesi di Lindsey, fondata nel VII secolo, e talvolta è stata denominata "Chiesa Madre del Lincolnshire".

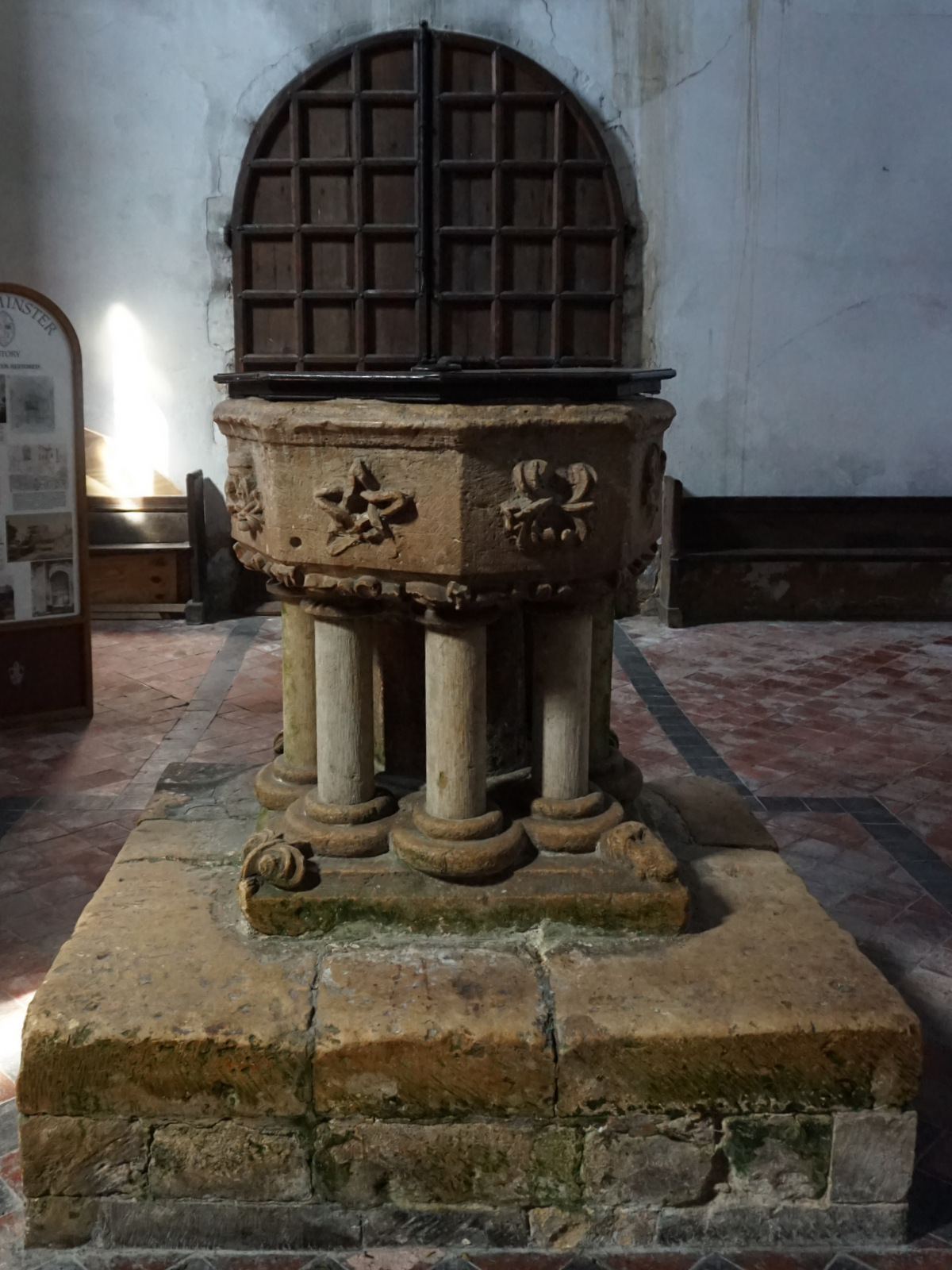
Il fonte battesimale

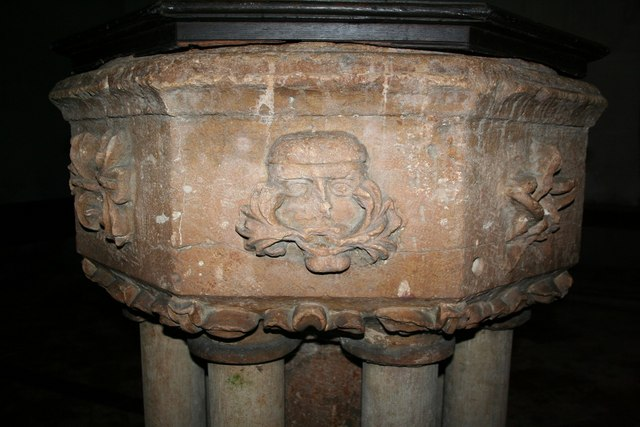
L'uomo verde

Di epoca in parte sassone e in parte normanna, secondo l'English Heritage è un edificio di interesse storico culturale di Grado I, ed è incluso anche nell'elenco stilato dal World Monuments Fund nel 2006 dei 100 siti più a rischio di estinzione al mondo. Al suo interno si trovano gli archi sassoni più alti del loro tempo in Gran Bretagna, il primo esempio conosciuto di graffiti vichinghi in Inghilterra (la grezza sagoma di una nave vichinga a remi, probabilmente risalente al X secolo), un fonte battesimale in stile gotico inglese primitivo che poggia su nove supporti recanti simboli pagani attorno alla base (tra cui un "uomo verde") e un antico dipinto murale dedicato a San Tommaso Becket.
Oggi fa parte dello Stow Group of Churches.

## Storia

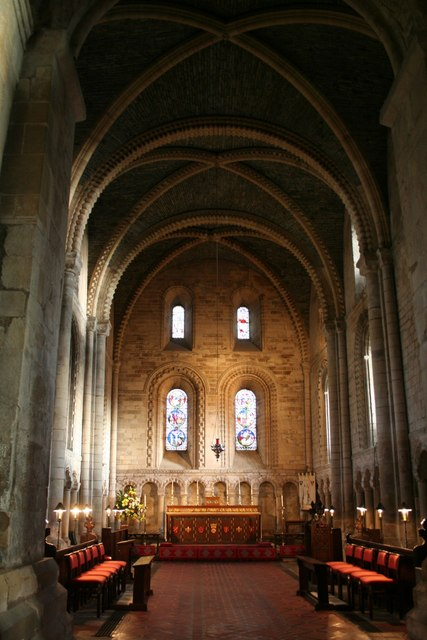
Il presbiterio di St Mary

La sede vescovile di Sidnacester (Syddensis) è stata collocata da vari commentatori a Caistor, Louth, Horncastle e, molto spesso, a Stow, tutte nell'attuale Lincolnshire, in Inghilterra, ma l'ubicazione esatta rimane sconosciuta.  Più di recente è stato suggerita come sede anche Lincoln.
A Stow c'era una chiesa ancora prima dell'arrivo dei danesi nell'870, che la bruciarono quello stesso anno. L'edificio rimase in rovina fino a quando nel 1040 fu costruita un'abbazia, presumibilmente dal vescovo Eadnoth II.
Ralph de Diceto attribuisce la fondazione della chiesa ad Elnothus Lincolniensis, che è da identificare quasi certamente con Aelfnoth, vescovo di Dorchester (c. 975) che, forse sul sito di una precedente chiesa sassone in legno, edificò la chiesa perché avesse il ruolo di minster (o chiesa madre) del Lincolnshire, parte della sua grande diocesi. Era una seconda cattedrale perché alcuni presbiteri (che in seguito formeranno il capitolo della cattedrale) vivevano a Stow e amministravano quella zona della diocesi. Il ricordo di questo periodo ha dato origine alla tradizione che Stow sia la Chiesa Madre della Cattedrale di Lincoln.
Da un documento (charter) databile tre il 1053 ed il 1055 risulta che la chiesa fu rifondata e riconsacrata da Leofrico di Coventry e sua moglie Lady Godiva incoraggiati, dal vescovo Wulfwig di Dorchester, per farne una collegiata di canonici secolari diretta dal vescovo. Nel 1091 Remigio di Fécamp la rifondò come abbazia benedettina - Stow Abbey - e vi portò monaci dall'abbazia di Eynsham, descrivendo la chiesa come abbandonata da tempo ed in rovina. Dopo cinque anni il suo successore riportò i monaci da dove erano venuti e St Mary's divenne una chiesa parrocchiale.
Nel 1865 J. L. Pearson costruì all'esterno della chiesa una torre contenente una scala a chiocciola. Originariamente questa si trovava all'interno della chiesa, nella navata, addossata al lato nord dell'arco della torre. Contemporaneamente furono modificate alcune finestre e fu rifatta la copertura della chiesa. Una nuova sagrestia è stata aggiunta all'inizio degli anni '90 dello scorso secolo (durante i lavori sono stati rinvenuti alcuni scheletri e una croce spezzata in pietra calcarea risalente al XIII secolo).
Un miglio a ovest del villaggio, e sul lato sud della strada romana da Lincoln a York conosciuta come Tillbridge Lane, si trovano i resti del vescovado medievale di Lincoln, costruito nel 1336. Oggi sono visibili solo i terrapieni del fossato e, a nord e ad est del sito, i resti dei terrapieni delle peschiere medievali.

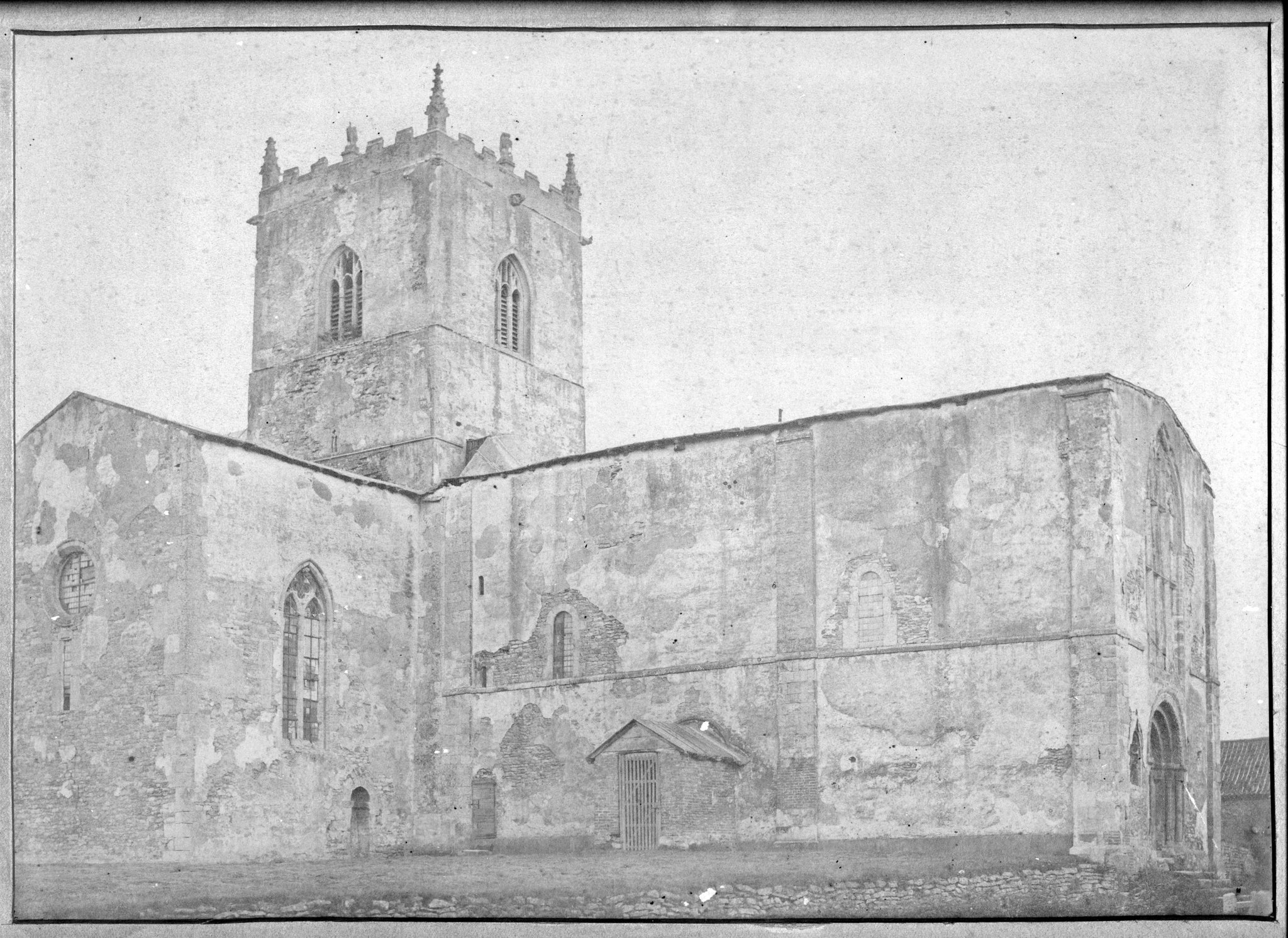
Stow Minster nel 1865, prima del restauro di Pearson

## Problemi di conservazione
La chiesa è un edificio classificato di Grado I, e dal 2006 è inclusa tra i 100 siti più a rischio di estinzione al mondo dal World Monuments Fund. Il sito è anche uno "scheduled monument" (cioè un monumento storico protetto contro modifiche non autorizzate).
La prima opera necessaria per la conservazione dell'edificio è stata individuata nella protezione dagli agenti atmosferici: solo dopo si potrà intervenire sulla decorazione interna. Il tempo di completamento dei lavori è stato stimato in dieci anni ed il costo è stato valutato tra i due e i tre milioni di sterline.